# 青梅市立泉中学校
青梅市立泉中学校（おうめしりついずみちゅうがっこう）は、東京都青梅市新町1丁目に所在する中学校である。1983年（昭和58年）に開校した。

## 概要
隣接する青梅市立霞台小学校、近隣の青梅市立若草小学校から生徒が集まる。固定の特別支援学級も併設されていて、青梅市教育委員会・東京都教育委員会によりモデル校指定されている。市民センターなどの市の機関は隣接せず、青梅市大門市民センターが北に1.5km程度進んだところにある。

## 校歌
谷川俊太郎作詞
谷川賢作　作曲

## 周辺
- 青梅新町の大井戸
- 大井戸公園
- 東原公園
- わかぐさ公園
- 青梅市交通公園
- 東京都立青峰学園
- 東京都立青梅看護専門学校
- 大門市民センター

## アクセス

### 鉄道
- JR青梅線 河辺駅

### バス
- 西東京バス 河11系統（河辺駅北口 - 小作駅東口）大門バス停
- 都営バス 梅70系統（青梅車庫 - 東大和市駅・花小金井駅）